# اد پاشکه
ادوارد فرانسیس پاشکه (انگلیسی: Edward Francis Paschke؛۲۲ ژوئن ۱۹۳۹ – ۲۵ نوامبر ۲۰۰۴) نقاش آمریکایی لهستانی‌تبار بود که به خاطر آثار رنگارنگ و جنجالی خود در زمینه‌هایی چون شهرت، خشونت، جنسیت و مادی‌گرایی شناخته می‌شد.

## زندگی‌نامه
پاشکه در شیکاگو متولد شد و در مدرسه مؤسسه هنر شیکاگو تحصیل کرد، که مدرک کارشناسی و هم کارشناسی ارشد خود را از همان موسسه دریافت کرد.
پاشکه به عنوان تصویرگر در مجله پلی‌بوی فعالیت داشت و از سال ۱۹۷۶ به تدریس در دانشگاه نورث‌وسترن پرداخت. آثار او از رسانه‌های بصری مختلف الهام می‌گرفت و از تکنیک خاص نقاشی روغنی با رنگ‌های نئونی بهره می‌برد. او بر رسانه‌های الکترونیکی و تأثیر آن‌ها بر واقعیت تمرکز داشت و به بررسی جنبه‌های تاریک فرهنگ آمریکایی می‌پرداخت.
آثار او در موزه‌های مهمی مانند مؤسسه هنر شیکاگو و موزه هنر آمریکایی ویتنی نگهداری می‌شود. پاشکه در سال ۲۰۰۴ درگذشت و در سال ۲۰۱۴ مرکز هنر ادوارد پاشکه در شیکاگو به یاد او افتتاح شد.
پاشکه در سال ۱۹۶۸ با نانسی کوهن ازدواج کرد و دو فرزند به نام‌های مارک و شارون داشت. هر دو، پاشکه و همسرش هنرمند بودند و نانسی کمی پس از درگذشت او در ژانویه ۲۰۰۵ درگذشت.

## سبک هنری و تأثیر
آثار پاشکه اغلب با هنر پاپ مقایسه می‌شد، اما برخلاف هنرمندانی چون اندی وارهول که فرهنگ عامه را به شکل مثبت‌تری به تصویر می‌کشیدند، او به جنبه‌های تاریک فرهنگ آمریکایی از جمله شهرت، خشونت و مادی‌گرایی می‌پرداخت. پاشکه در بررسی هویت‌های رسانه‌ای و زندگی شهری تأثیرگذار بود و آثارش الهام‌بخش نسل‌های بعدی هنرمندان شد.
پاشکه تأثیر مهمی بر هنرمندان جوان، از جمله جف کونز، گذاشت. کونز در دهه ۱۹۷۰ هنگامی که دانشجوی مدرسه مؤسسه هنر شیکاگو بود، به عنوان دستیار پاشکه کار کرد و پاشکه به‌عنوان یک مرشد مهم در زندگی هنری او تأثیر گذاشت.

## پیوند خارجی
- وبگاه رسمی اد پاشکه
- وبگاه رسمی مرکز هنری اد پاشکه